# Acta Mathematica Universitatis Comenianae
Pour les articles homonymes, voir Acta.
Cet article possède un paronyme, voir Acta Mathematica.
Acta Mathematica Universitatis Comenianae (New Series) est une revue mathématique à évaluation par les pairs, publiée par la Comenius University Press de Bratislava. Le journal existe, dans sa nouvelle série, depuis 1991 ; il était précédé des Acta Mathematica Universitatis Comenianae éponymes de 1980 à 1991, lui-même faisant suite à Acta Facultatis Rerum Naturalium Universitatis Comenianae. Mathematica qui paraissait depuis 1956.

## Description
La revue publie des articles de recherche originaux en mathématiques pures et appliquées. Elle se concentre sur les domaines suivants des mathématiques : algèbre universelle et structures algébriques ordonnées, théorie des graphes et combinatoire, mesure et intégration, équations différentielles et leurs applications, systèmes dynamiques et théorie ergodique, géométrie différentielle, optimisation, analyse numérique. 
La revue publie un volume annuel composé de deux numéros ; les volumes de la nouvelle série commencent au volume 60. La revue est en accès libre et les articles sont téléchargeables en pdf sur le site de la revue. Les articles des Acta Facultatis de 1956 à 1975) sont accessibles sur digizeitschriften ; 

## Résumés et indexation
Le journal est indexé, et des résumés sont publiés notamment dans Mathematical Reviews, Zentralblatt MATH, Web of Science, Scopus. En 2019, son  facteur d'impact sur SJR est de 0,34. 